# Sven-Åke Johansson
Sven-Åke Johansson, (Mariestad, 1943 – ?, 2025. június) svéd zeneszerző, dobos, költő, képzőművész.

## Pályafutása
Johansson a Bosse Skoglund tánczenekar dobosaként kezdte. 1965-ben Bobo Stenson mellett, valamint Spanyolországban és Franciaországban Ran Blake-kel játszott. Ezután részt vett a Globe Unity Orchestra első lemezfelvételén. 1967-ben tagja lett Peter Brötzmann triójának.
1968 óta Berlinben él. Részt vett a „Modern észak-európai faluzene”, a szabad improvizációs zene európai változatának kidolgozásában. Ezután felvette első albumát. Szokatlan anyagokat is felhasznált az ütős effektusokhoz (pl. habszivacs, telefonkönyvek stb.). Ezután a ma is létező Alex Schlippenbach duóra koncentrált, amelyben gyakran játszott harmonikán és improvizált verseket. Conrad Bauer és Ernst-Ludwig Petrowsky 1977-es premierjén lépett fel Nyugat-Berlinben. Petrowsky-val, Hans Reichellel és Rüdiger Carllal megalakította a „Bergisch-Brandenburg Quartetet”.
Észak-európai dallam- és improvizációs zenekarában többek mellett szerepelt Carl Reichel, Wolfgang Fuchs, Radu Malfatti, Maarten Altena és Norbert Eisbrenner. 2001-ben jelent meg "Proclamation I" című duóalbuma Per Henrik Wallin zongoristával.
Johansson közel 40 lemez- és CD-felvételt készített, de számos verseskötete és egyéb szövege is megjelent. Festőként számos kiállítása volt. 1996-ban tizenkét traktorra adott koncertet Lipcsében. A „Die Harke und der Spaten“ (A gereblye és az ásó) című − ezt idéző színpadi darabját − Berlinben mutatták be.

## Lemezek
- 1972: Schlingerland
- 1999: Six Little Pieces for Quintet
- 1999: Barcelona Series (Axel Dörner, Andrea Neumann)
- 2012: Die Harke und der Spaten (Axel Dörner, Mats Gustafsson, Åke Holmlander, Sten Sandell, Matthias Bauer, Raymond Strid)
- 2011: 1974-2004 (Henrik Wallin)
- 2017: Fluxus +/- {Bill Dietz, Peter Ablinger, Kommissar Hjuler & Mama Baer)

## Fordítás
Ez a szócikk részben vagy egészben  a   Sven-Åke Johansson című német Wikipédia-szócikk ezen változatának fordításán alapul.  Az eredeti cikk szerkesztőit annak laptörténete sorolja fel. Ez a jelzés csupán a megfogalmazás eredetét és a szerzői jogokat jelzi, nem szolgál a cikkben szereplő információk forrásmegjelöléseként.